# Баударбек-Кожатаев, Ерлан Кенесович
Ерлан Кенесович Баударбек-Кожатаев (8 июня 1967, Джамбул, Джамбулская область, Казахская ССР, СССР) — казахстанский государственный деятель, дипломат.

## Биография
Образование: 
Казахский государственный университет им. С. М. Кирова (1989 г.); 
Институт стран Азии и Африки Московского государственного университета им. М. Ломоносова (Россия, 1992 г.);
1993—1994 гг. стажировка в Институте японского языка Японского фонда;
1996—1997 гг. стажировка в Окинавском международном центре (Япония).
С декабря 2017 г. является приглашённым профессором японского Университета Токай.
Трудовая деятельность:
1992—1996 гг. работа на различных должностях в Департаменте Азии и Африки Министерства иностранных дел РК;
1997—2003 гг. Второй секретарь, Первый секретарь, затем Советник Посольства РК в Японии;
2004—2008 гг. Директор департамента Азии и Африки Министерства иностранных дел РК;
2008-2016 гг. Чрезвычайный и Полномочный Посол РК в Республике Сингапур по совместительству в Австралии и Новой Зеландии.
2015-2016 гг. - Постоянный представитель РК в Фонде Азия-Европа (ASEF) со штаб-квартирой в Сингапуре.
2016-2021 гг. Чрезвычайный и Полномочный Посол Республики Казахстан в Японии. .
2021-2024 гг. Чрезвычайный и Полномочный Посол Республики Казахстан в Греческой Республике.
12 декабря 2024 г. назначен Чрезвычайным и Полномочным Послом Республики Казахстан в Японии.
Дипломатический ранг: Чрезвычайный и Полномочный Посол (2 июля 2020 года).
Владение иностранными языками: японский, английский.
Семейное положение: женат, трое детей.
Увлекается настольным теннисом.

## Награды
- Орден «Курмет» (2016)[5]
- Медаль «Народная благодарность» (2020)
- Орден Восходящего Солнца 2 класса (Золотая и Серебряная звезда)[6] (2021)
- Орден «Парасат» (Благородство ) (2025)